# Giulia Candiago
Giulia Candiago (Montebelluna, 13 settembre 1986) è una conduttrice televisiva ed ex sciatrice alpina italiana.

## Biografia

### Carriera sciistica
Sciatrice polivalente attiva in gare FIS dal dicembre del 2001, la Candiago esordì in Coppa Europa il 2 febbraio 2005 nello discesa libera di San Martino a Sarentino (71ª) e prese parte ai Mondiali juniores del Québec 2006, senza concludere alcuna gara. In Coppa Europa conquistò l'unica vittoria, nonché unico podio, nel supergigante di Davos del 14 dicembre 2007, davanti alla tedesca Lisa-Marie Walz e alla statunitense Katie Hitchcock. Il 29 dicembre successivo disputò la sua unica gara in Coppa del Mondo, lo slalom speciale di Lienz,  e prese per l'ultima volta il via in Coppa Europa il 27 gennaio 2010 a Gressoney-La-Trinité nella medesima specialità, in entrambi i casi senza completare la prova.
Si ritirò al termine di quella stessa stagione 2009-2010 e la sua ultima gara fu lo slalom speciale dei Campionati italiani 2010, disputato il 28 marzo a Falcade/Passo San Pellegrino e chiuso dalla Candiago al 10º posto; in carriera non partecipò né a rassegne olimpiche né iridate.

### Carriera nei media
Dopo il ritiro ha intrapreso la carriera giornalistica, collaborando con Sky Italia (per la quale ha commentato i XXII Giochi olimpici invernali di Soči 2014 e la Coppa del Mondo di rugby 2015), Rai Sport (nella conduzione del programma Back) e Infront. Tra il 2017 e il 2019 è stata addetta stampa di Lara Gut; nel 2019 è stata nominata coordinatrice della comunicazione della Coppa del Mondo di sci alpino femminile per conto della Federazione Internazionale Sci.

## Palmarès

### Coppa Europa
- Miglior piazzamento in classifica generale: 23ª nel 2008
- 1 podio (in supergigante):
  - 1 vittoria

#### Coppa Europa - vittorie
| Data             | Località | Paese    | Specialità |
| ---------------- | -------- | -------- | ---------- |
| 14 dicembre 2007 | Davos    | Svizzera | SG         |

Legenda:

SG = supergigante

### Campionati italiani
- 1 medaglia[2]:
  - 1 bronzo (slalom speciale nel 2006)